# Petr Sokol
Petr Sokol (* 8. června 1974 Praha) je český vysokoškolský pedagog, politický geograf, politolog, vexilolog, novinář a politik.

## Život
Narodil se v roce 1974 v Praze. Absolvoval Gymnázium Jana Nerudy na Malé Straně. Vystudoval bakalářský obor politologii a mezinárodní vztahy a navazující magisterský obor politologie na Fakultě sociálních věd Univerzity Karlovy. Jako student hrál v nejnižší české florbalové lize. Působí jako pedagog na několika vysokých školách jako je Právnické fakultě Univerzity Palackého v Olomouci či CEVRO Univerzita v Praze. Do roku 2015 působil jako člen dozorčí rady CEVRO Institutu v Praze. Žije v Prostějově.
V letech 2001 až 2007 byl předsedou Mladých konzervativců. Byl poradcem v europoslance a také poradcem několika ministrů. Působil jako volební pozorovatel v Somálsku či v Arménii. Věnoval se tvorbě volebních systémů. S tehdejším rektorem Masarykovy univerzity Petrem Fialou napsal politologickou publikaci o evropské politice. Je členem České společnosti pro politické vědy a České vexilologické společnosti. Působí jako předseda oblastního sdružení ODS v Prostějově a je členem výkonné rady ODS. Jako novinář se věnuje tvorbě politologických článků pro časopis Reflex.
Jeho manželkou je Milada Sokolová. Je členem Sokola a je známým podporovatelem fotbalového klubu Bohemians Praha 1905.

## Politické působení
Ve volbách do Evropského parlamentu v roce 2024 neúspěšně kandidoval na kandidátce koalice SPOLU jako kandidát ODS.
Ve volbách do Poslanecké sněmovny PČR v roce 2025 kandiduje z pozice člena ODS na 2. místě kandidátky koalice SPOLU (tj. ODS, KDU-ČSL a TOP 09) v Olomouckém kraji.

## Publikační činnost
- Sokol, P. – Mareš, M. – Fiala, P.: Eurostrany. Brno 2007. ISBN 80-87029-05-4.
- Sokol, P.: Evropská parlamentní demokracie. Praha 2008. ISBN 978-80-86396-35-4.
- Sokol, P.: Volby do Evropského parlamentu 1979-2009. Praha 2009. ISBN 978-80-86396-45-3.
- Sokol, P. – Klíč, Z.: 20 let Občanské demokratické strany: 1991-2011. Praha 2011. ISBN 978-80-254-9937-5.